# Erick Archila
Erick Estuardo Archila Dehesa (Guatemala, 1968) es un político y empresario guatemalteco. Fue el ministro de Energía y Minas desde el 14 de enero de 2013 hasta el 15 de mayo de 2015 en el periodo de gobierno del Partido Patriota con Otto Pérez Molina como presidente y Roxana Baldetti como vicepresidente. Fue presidente del Instituto Nacional de Electrificación en su mandato como ministro.
Antes de tomar el ministerio fungió como presidente de Grupo A un consorcio de medios de comunicación guatemalteco integrado por Canal Antigua, Antigua Sports, Diario Digital y Revista Contrapoder, posterior a su periodo en el gobierno regresó a sus labores en Grupo A pero fue relevado por su hermano Rolando Archila1 el 11 de junio de 2016 cuando dejó su puesto al afirmar que era víctima de una persecución política. Actualmente prófugo de la justicia guatemalteca acusado de corrupción

## Biografía
Erick Archila nació en Guatemala el 24 de noviembre de 1968, es el tercero de tres hermanos. Desde muy temprano empezó a involucrarse en la empresa radial que había fundado su padre con su hermano mayor (Emisoras Unidas), para posteriormente independizarse formando el grupo de medios Grupo A.

## Educación
Obtuvo una ingeniería en alimentos por parte del Tecnológico de Monterrey; México además cuenta con una Maestría en Marketing por parte de la Universidad Francisco Marroquín (UFM) en Guatemala; un Diploma en Marketing Político en George Washington University (GWU), USA y un Diploma en Administración Pública en la Universidad de Columbia también en Estados Unidos. Posee además una maestría en finanzas, otorgada por el INCAE y administración de empresas por parte de la Universidad Francisco Marroquín.

## Casos de corrupción la Coperacha
Erick Archila ha sido mencionado en algunos casos de corrupción que se trabajaron en conjunto con el Ministerio Público y la Comisión Internacional Contra la Impunidad en Guatemala en donde no se ha tenido una resolución definitiva. El 11 de junio de 2016, el Ministerio Público (MP) en conjunto con la Comisión Internacional contra la Impunidad en Guatemala (CICIG), giraron una orden de captura internacional en contra de Erick Archila Dehesa por los delitos de asociación ilícita y lavado de dinero durante su gestión como Ministro de Energía y Minas bajo el gobierno del expresidente Otto Pérez Molina.
Sin embargo, esta cita hace referencia a un artículo periodístico que habla de una orden de arraigo, dictada justo tras la renuncia a su cargo de ministro y no muestra ninguna orden internacional de búsqueda y captura, además, el artículo citado no muestra ninguna prueba que sustancia la causa, ni tampoco cita dicha supuesta orden de captura internacional, que parece ser inexistente y nunca se llegó a girar (para poder sustanciar este tipo de órdenes, deben presentarse  pruebas y parece ser que estas no se han conseguido, o no han llegado a mostrarse ante ningún organismo internacional). 
Durante la conferencia de prensa que brindó la fiscal del Ministerio Público, Thelma Aldana y el comisionado de la CICIG Iván Velásquez Gómez, se revelaron detalles del caso en el cual varios exministros del periodo 2012-2015 en el gobierno del Partido Patriota utilizaron recursos del estado para la compra ilícita de bienes que estaban destinados a ser regalos de cumpleaños para el entonces Presidente y Vicepresidenta. En suma dichas compras ascendieron a más de 33 millones de Quetzales. En todo caso, no se aportaron pruebas de la participación del exministro Erick Archila en dicha compra ilícita y parece que aún no han sido aportadas hasta la fecha. 
Por el mismo caso también fueron señalados Ulises Noé Anzueto Girón y Manuel López Ambrosio, exministros de la Defensa, Alejandro Sinibaldi exministro de comunicación y Mauricio López Bonilla, exministro de gobernación.